# 강경대

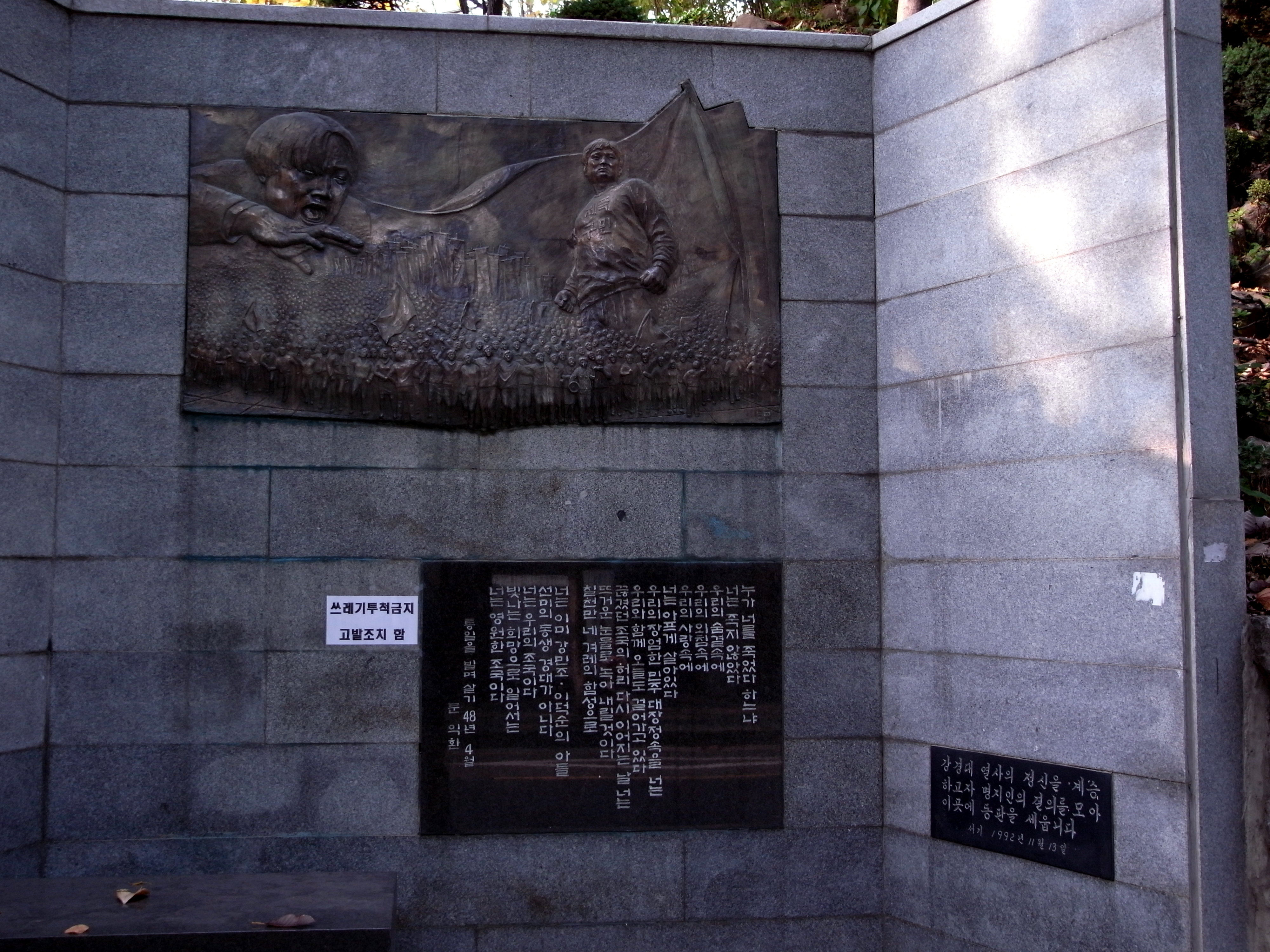
명지대 앞에 있는 추모비

강경대(姜慶大, 1972년 2월 4일 ~ 1991년 4월 26일)는 대한민국의 학생운동가다.

## 학력
- 휘문고등학교
- 명지대학교 경제학과

## 생애

### 학생운동
1972년 서울에서 출생하였다. 1990년 휘문고등학교를 졸업했고 1991년 명지대학교 경제학과에 입학하고서 민중가요 패 '땅의 사람들'에 가입해 활동했다.
1991년 이전에 호헌 철폐와 대통령 직선제를 주장하던 학생운동권 세력은 1987년 13대 대선에서 노태우가 당선되고 그 이후에도 공안정국과 노태우정권의 수구적 작태로 인하여 사회분위기의 보수화에 대해 고민하기 시작했다. 당시 운동권 세력은 이미 조직되어 있던 동원 조직과 관리 체계를 계속 유지하려 했고, 이를 위해 새로운 이슈를 찾아야 되는 상황이 되었다. 상당한 혼선을 통해 선정된 학생운동권의 주제는 학내투쟁이었다. 이에 따라 각 대학 학생운동권은 등록금 인상 반대 투쟁, 교내 강의실 학보 투쟁을 비롯한 학내 투쟁을 사회변혁을 운동하는 전진기지로서 삼고 때로는 총장실점거, 교수 감금 등 학내투쟁을 시작했다. 초기에 학내에서 시위하던 학내 투쟁이 주요 언론의 관심을 끌지 못하자, 학내 투쟁을 빙자해 공공의 도로를 점거하고 화염병을 던지고 투석하는 운동권의 폭력투쟁이 재개되었다. 노태우 정권을 비롯한 보수 세력은 이에 대응할 수 밖에 없었고, 이런 정권의 대응에 대해 운동권이 다시 폭력시위로 대응하면서, 학생운동권이 원하는 언론의 관심, 운동권 내부결속을 이루게 되었다. 학생운동 세력은 이런 상황에서 잘못된 정세 판단으로 말미암아 더 과격한 투쟁이 변혁의 관건이라고 판단하고 급진화·과격화 한다.
학생운동의 급진성으로 말미암아, 등록금 인상 반대를 위시해 학내 문제 해결을 주장하면서도, 학교 밖으로 진출해 가두를 점거하고서 투쟁하고 투석전을 벌이고, 화염병을 던지면서 도로를 점거해 교통을 방해하는 저항하는 방식이 계속되었다. 물론 당시 당국이 백골단을 비롯한 폭력을 이용해 진압하는 수위가 높았고 학생운동을 공안 정국으로 몰아가 탄압한 작태가 학생운동이 급진화하는 빌미를 제공했다. 학생운동은 여전히 가두 투쟁 중심이었고 엄숙주의가 혼재하여 준군사조직화하는 결과를 낳았다.
1991년 3월 22일 명지대학교 등록금 인하 주장하면서 가두를 점거하고 화염병 투척 시위하던 운동권 인사들이, 이들을 추적해 학교 내에 진입한 경찰관들의 최루탄에 의해 안면이 부상당하기도 했다.
1991년 4월 24일 명지대학교 총학생회장 박광철이 등록금 인하를 주장하면서 연세대학교 집회에 참석한 후 학교로 돌아오던 도중 경찰관에게 불법으로 연행당했고 등록금 인하 시위 중, 시위대의 퇴로와 비상 탈출로를 확보하려는 정찰조 역할을 맡았으나 백골단이 쇠파이프를 함부로 마구 휘둘러 무자비하고 무차별하게 구타한 탓에 두부에 심각한 타박상을 입고 죽는다. 이 끔찍한 일로 사건으로 말미암아 1991년 한 해 동안 민주화 운동 시위 도중 살해당한 최초 학생이 된다.

### 사망
이틀 뒤인 4월 26일 명지대학교 앞에서 총학생회장의 석방을 위해 구출 대회가 진행되었고 시위가 격렬해지자 경찰관들이 진압을 시도했다. 백골단이라 불리는, 사복을 입은 경찰관들이 쇠파이프를 무자비하게 휘두르면서 시위 진압을 시작하자 강경대는 학교 쪽으로 후퇴하고자 높이 1.5m 담을 넘으려다가 경찰관에게 붙잡혀 쇠파이프로 무자비하게 폭행당하고서 방치되었다.
이 광경은 다른 학생들에게 즉시 목격되어 이 학생들에 의해 세브란스병원으로 옮겨졌으나 한 시간 만에 사망하였다. 사후 망월동 당시 5.18 묘역에 안장되었다.

## 시위와 분신
사건이 일어난 다음날인 4월 27일 당시 대통령 노태우는 사건을 두고 문책해 당시 내무부 장관직에 있던 안응모를 다른 사람으로 바꿨다. 학생들은 대통령 노태우의 사과와 책임자 처벌을 요구하면서 연세대학교 앞에서 시위했다. 4월 29일 전남대학교 학생 박승희가 강경대 사건 규탄 집회 중 분신하였고 이어서 5월 1일 안동대학교 학생 김영균, 5월 3일 가천대학교 학생 천세용, 5월 8일 전민련 사회부장 김기설, 5월 10일 노동자 윤용하 등이 잇따라 분신하여 이른바 '분신 정국' 이 조성되었다.

## 장례
5월 14일 명지대학교에서 영결식이 열렸다. 영결식을 끝내고 운구 행렬은 서울특별시청으로 이동하여 노제를 지내려고 했으나 경찰관들이 저지한 탓에 이동하지 못하고 연세대학교에서 머무르게 되었다.
5월 18일 노제 장소를 서울역으로 옮기고 영결식을 다시 진행하였으나 서울역으로 가는 길에서 경찰관들이 또 다시 저지한 탓에 결국 공덕동에서 노제를 지냈다. 우여곡절 끝에 5월 20일 광주 망월동 망월묘지공원에 안장되었다.

## 사후
당시 시위대는 명지대학교 등록금 인상 반대를 주장하며 도로 점거, 화염병 투척, 투석전 등을 전개했다. 추후, 강경대는 민주화 운동 과정 중 살해당한 사람으로서 평가되었고 강경대를 열사로 추모하는 사업 이 조성되었다.

## 같이 보기
- 분신정국
- 백골단
- 이한열